# Жак Дюпон (велогонщик)
Жак Дюпон (фр. Jacques Dupont, 19 червня 1928 — 4 листопада 2019) — французький велогонщик.
Олімпійський чемпіон 1948 року в гіті на 1 км, бронзовий призер 1948 року в командній шосейній гонці.